# Canton de l'Oberland
1798–1803
Entités précédentes :
- Canton de Berne

Entités suivantes :
- Canton de Berne

Le canton de l'Oberland (en allemand : Kanton Oberland) est un ancien canton de la République helvétique. Le canton est créé en 1798 sur l'Oberland bernois avec comme capitale Thoune, par détachement d'une partie du canton de Berne.
En 1803, l'Acte de médiation réintègre le canton d'Oberland dans le canton de Berne.